# 灌南県
灌南県（かんなん-けん）は、中華人民共和国江蘇省に位置する省直轄の県であり、しばらくの間、連雲港市の代理管轄下に置かれている。

## 歴史
1957年、灌雲県及び漣水県の一部に新設された。

## 行政区画
- 鎮:新安鎮、堆溝港鎮、田楼鎮、北陳集鎮、張店鎮、三口鎮、孟興荘鎮、湯溝鎮、百禄鎮、新集鎮、李集鎮